# 泡泡劇組
《泡泡劇組》（英語：The Bubble）是一部2022年美國喜劇電影，由賈德·阿帕托執導，劇本與帕姆·布蘭迪共同編寫。這部電影的演員陣容包括凱倫·吉蘭、艾瑞絲·阿帕托、弗雷德·阿米森、瑪麗亞·巴卡洛娃、大衛·杜楚尼、基根-麥可·奇、萊斯利·曼恩、凱特·麥金農、佩德羅·帕斯卡、古茲·汗、彼得·塞拉菲諾維奇和哈里·特雷瓦爾德溫。
《泡泡劇組》於2022年4月1日由Netflix發行。這部電影收到了評論家的負面評價。賈德·阿帕托更因為此片入圍第43屆金酸莓獎最差導演獎。

## 劇情概要
故事圍繞一群男女演員展開，一場大規模的傳染病讓他們被迫待在防疫泡泡旅館。儘管如此，他們仍試著拍攝一部關於飛龍的續集強檔動作電影《崖上猛獸6》。各種偷溜、勾搭和崩潰戲碼跟著上演。

## 演員
| 演員                                   | 角色                                   | 備註 |
| -------------------------------------- | -------------------------------------- | --- |
| 凱倫·吉蘭 Karen Gillan                 | 卡蘿·科布 Carol Cobb                   | 一位在《崖上猛獸6》中飾演萊西·南丁格爾博士的落伍女演員。                                                      |
| 艾瑞絲·阿帕托 Iris Apatow              | 克里斯朵 Krystal Kris                  | 一位TikTok超級巨星，他加入了《崖上猛獸6》演員陣容，飾演角色Vivian Joy。                                       |
| 萊斯利·曼恩 Leslie Mann                | 勞倫·範·錢斯 Lauren Van Chance         | 扮演《崖上猛獸6》粉絲最喜歡的角色多莉（Dolly）的女演員，以及與達斯汀分分合合的愛情關係。                      |
| 佩德羅·帕斯卡 Pedro Pascal             | 迪特·布拉沃 Dieter Bravo               | 一位嚴肅的資深演員，在《崖上猛獸6》中扮演一個新角色和悲劇反派吉奧，同時應對性成癮和硬性毒品。                 |
| 弗雷德·阿米森 Fred Armisen             | 達倫·艾根 Darren Eigan                 | 前獨立電影製片人受僱指導《崖上猛獸6》。                                                                       |
| 大衛·杜楚尼 David Duchovny             | 達斯汀·穆雷 Dustin Mulray              | 他是《崖上猛獸6》專營權的工作狂主角，飾演角色哈爾·帕卡德博士（Dr. Hal Packard），以及勞倫分分合合的愛情關係。 |
| 基根-麥可·奇 Keegan-Michael Key        | Sean Knox                              | 一個扮演《崖上猛獸6》角色Colt Rockwell的演員，並在鏡頭前宣傳自己是一名健康大師。                              |
| 凱特·麥金農 Kate McKinnon              | 寶拉 Paula                             | 負責監督《崖上猛獸6》特許經營權的工作室主管。                                                                 |
| 古茲·汗 Guz Khan                       | Howie Frangopolous                     | 飾演Jarrar演員，Jarrar是《崖上猛獸6》特許經營中的漫畫浮雕角色。                                               |
| 彼得·塞拉菲諾維奇 Peter Serafinowicz   | Gavin                                  | 《崖上猛獸6》系列的執行製片人。                                                                               |
| 瑪莉亞·班福德 Maria Bamford            |                                        | 克里斯朵的媽媽。                                                                                              |
| 維爾·達斯 Vir Das                      | Ronjon                                 | 飯店老闆接待了《崖上猛獸6》的演員和工作人員。                                                                 |
| 瑪麗亞·巴卡洛娃 Maria Bakalova         | 阿尼卡 Anika                           | 迪特提議的酒店服務員。                                                                                        |
| 羅伯·德萊尼 Rob Delaney                | 馬蒂 Marti                             | Carol的經紀人。                                                                                               |
| 蓋倫·格里爾·霍柏 Galen Hopper          | 卡菈 Carla                             | 特技協調員的女兒，Gavin 的製作助理，假裝與 Krystal 是朋友。                                                   |
| 山姆森·卡優 Samson Kayo                | Bola                                   | 演員協調員。                                                                                                  |
| 尼克·科赫爾 Nick Kocher                | Scott Dawson                           | 幕後劇照攝影師。                                                                                              |
| 羅斯·李 Ross Lee                       | 貝斯特先生                             | 貝斯特先生，安全部負責人。                                                                                    |
| 哈里·特雷瓦爾德溫 Harry Trevaldwyn     | Gunther                                | 笨拙的 COVID 安全官Gunther。                                                                                  |
| 班奈狄克·康柏拜區 Benedict Cumberbatch | 班奈狄克·康柏拜區 Benedict Cumberbatch | 飾演他自己，出現在藥物引起的幻覺中。                                                                          |
| 約翰·塞納 John Cena                    | 史蒂夫 Steve                           | 通過視頻通話出現的不稱職的特技協調員。                                                                        |

## 製作
2020年11月宣布，賈德·阿帕托將他的下一部電影設定在Netflix，這部電影是關於在COVID-19流感期間製作的一部電影。《泡泡劇組》由賈德·阿帕托和帕姆·布蘭迪共同編寫。它的靈感來自《侏羅紀世界3》（2022 年）的製作，該片是在COVID-19流感期間拍攝的，其演員在拍攝期間一起住在一家酒店。
2021年2月，凱倫·吉蘭、艾瑞絲·阿帕托、弗雷德·阿米森、瑪麗亞·巴卡洛娃、大衛·杜楚尼、基岡-邁克爾·凱、萊斯利·曼恩、佩德羅·帕斯卡和彼得·塞拉菲諾維奇將出演該片。2021年3月16日，維爾·達斯、羅伯·德萊尼、蓋倫·格里爾·霍柏、山姆森·卡優、古茲·汗、尼克·科赫爾、羅斯·李、哈里·特雷瓦爾德溫和丹妮爾·維塔利斯加入演員陣容。
主體拍攝於2021年2月22日開始，並於2021年4月16日在英國謝珀頓 的Shepperton Studios、 Hedsor的Hedsor House和Taplow的Cliveden House結束。

## 評價
在爛番茄上，根據102條評論，這部電影的支持率為24%，平均評分為4.2/10。該網站的評論家共識是：“曲折且大多無趣，《泡泡劇組》用關於演藝圈和流行病生活的陳詞濫調來欺騙全明星陣容。” Metacritic根據33位評論家給這部電影打了34分（滿分100分），表明“普遍不利的評論”。

## 外部連結
- 泡泡劇組在互联网电影资料库（IMDb）上的資料（英文）
- 在Netflix上觀看《泡泡劇組》